# Гибелен плам
Гибелен плам (на английски: Balefire) в света на Колелото на времето е оръжие, създадено с помощта на Единствената сила.

## Описание
Гибелният плам представлява ослепително ярък лъч от „течна светлина“, който може да унищожи почти всяко вещество. Обаче истинската опасност при използване на гибелен плам е, че той може да изтрие миналите действия на всеки ударен. Например, когато Ранд ал-Тор убива Рахвин с гибелен плам, убитите по-рано от Рахвин хора се оказват живи, като имат само смътни спомени за своята смърт. Друг важен факт е, че той изхвърля изцяло жертвата от шарката, предотвратявайки възкресението на Отстъпници и изобщо прераждането. Тъй като при изхвърлянето на много или важни нишки от шарката има опасност цялата шарка да се разплете (унищожаване на пространство-времето), участващите във Войната на силата се отказали да използват гибелен плам. Понастоящем само Отстъпниците, Ранд ал-Тор, Моарейн Дамодред, Нинив ал-Мийра и някои техни сподвижници могат да ползват гибелен плам без помощта на тер'ангреал.
Куендияр е единствения материал, неподатлив на гибелен плам. Ранд ал-Тор успява също да разсече лъч гибелен плам с помощта на Каландор, но не са известни подробности по случая.